# Volleybal Combinatie Amigos, Smash en Avanti 2018-2019
Questa voce raccoglie le informazioni riguardanti il Volleybal Combinatie Amigos, Smash en Avanti nelle competizioni ufficiali della stagione 2018-2019.

## Organigramma societario
Area direttiva
- Presidente: Stephan Haukes

Area organizzativa
- Team manager: Jan Kottink, Corine de Vries

Area tecnica
- Allenatore: Joost Joosten
- Assistente allenatore: Robert Pleizier

Area sanitaria
- Massaggiatore: Rob Bisschops

## Rosa
| N° | Nome                | Ruolo | Data di nascita   | Nazionalità sportiva |
| -- | ------------------- | ----- | ----------------- | -------------------- |
| 1  | Steffan Hebbink     | O     | 1992              | Paesi Bassi          |
| 2  | Wouter Pilon        | L     | 1981              | Paesi Bassi          |
| 3  | Max van der Weerden | S     | 1999              | Paesi Bassi          |
| 4  | Colin Zuijdgeest    | S     | 8 settembre 1998  | Paesi Bassi          |
| 5  | Mario Wijsman       | C     | 1989              | Paesi Bassi          |
| 6  | Tom Kruizinga       | S     | 1997              | Paesi Bassi          |
| 7  | Dicky Kottink       | P     | 1994              | Paesi Bassi          |
| 8  | Duco Krook          | C     | 1996              | Paesi Bassi          |
| 9  | Joris Zwanenburg    | S     | 13 settembre 1995 | Paesi Bassi          |
| 10 | Tom Kottink         | P     | 1992              | Paesi Bassi          |
| 11 | Bas van Bemmelen    | O     | 18 agosto 1989    | Paesi Bassi          |
| 12 | Rens Frielink       | S     | 1995              | Paesi Bassi          |
| 14 | Ryan Anselma        | C     | 1989              | Paesi Bassi          |